# 46-я стрелковая дивизия (РСФСР)
46-я стрелковая дивизия — формирование (соединение) стрелковых войск РККА РСФСР в период Гражданской войны.
Полное наименование — 46-я Екатеринославская стрелковая дивизия (стрелковая бригада).
Сокращённое наименование — 46 сд, 46 осбр.

## История
Сформирована в 16 июня 1919 года приказом 12-й армии № 2 из частей 2-й Украинской советской дивизии, отдельной стрелковой бригады Филиппова и отдельной стрелковой бригады Богунского.

### Боевая деятельность
Дивизия вела бои с войсками Деникина в районе городов Полтава, Батурин, Путивль (июнь — август 1919), при овладении городом Сумы (сентябрь 1919), участвовала в наступательных операциях Южного фронта: Орловско-Курской (11 окт. — 18 нояб. 1919) (оборона рубежа на р. Десна, в районе пос. Сосница, Разлеты, освобождение гг. Севск, Дмитровск, Ворожба, Льгов), Харьковской (24 нояб. − 12 дек. 1919) (наступательные бои в районе гг. Суджа, Грайворон, по освобождению Харькова).
В наступлении в направлении ст. Лозовая, Чаплина, Ногайск, Бердянск, Мелитополь (январь 1920), в обороне района Каховка-Никополь на левом берегу Днепра (январь 1920), в безуспешных наступательных боях против Крымского корпуса ВСЮР генерала Я. А. Слащёва в районе Перекопского перешейка и Чонгарского полуострова (январь — апрель 1920), в ликвидации десанта противника в районе г. Мелитополя (апрель — июнь 1920), в боях при отходе на рубеж ст. Большой Токмак, р. Молочная, г. Орехов (июль — август 1920), при овладении ст. Синельниково (сентябрь 1920), при занятии никопольского плацдарма на левом берегу Днепра (окт. 1920), в Перекопско-Чонгарской операции (7-17 ноября 1920) - выход к Чонгарскому перешейку, освобождение ст. Джанкой.
С декабря 1920 по апрель 1921 бригада охраняла побережье Крымского полуострова на участке Алушта-Евпатория, участвовала в ликвидации банд на полуострове.

### Переформирования
- 13 декабря 1920 согласно приказу РВСР N 2797/559 получила наименование 46-й Екатеринославской стрелковой дивизии.
- 26 апреля 1921 по приказу войскам ХВО № 225 дивизия была сведена в 46-ю отдельную Екатеринославскую стрелковую бригаду
- 5 июня 1921 приказом командующего войсками Украины и Крыма № 724/284 переименована в 8-ю отдельную стрелковую бригаду и включена в состав 3-й Казанской стрелковой дивизии

## Начальники (командиры) дивизии

### Командиры
- Ленговский, Александр Николаевич (24 июня — 16 ноября 1919),
- Эйдеман, Роберт Петрович (16 ноября 1919 — 2 апреля 1920),
- Саблин, Юрий Владимирович (2 апреля — 14 июня 1920),
- Федько, Иван Фёдорович (14 июня — 14 декабря 1920)
- Грушецкий, Владислав Флорианович (14 декабря 1920 — 26 апреля 1921).

### Военные комиссары
- Минц, Исаак Израилевич (24 июня — июль 1919),
- Мехлис, Лев Захарович (июль 1919 — 17 апреля 1920; 13 сентября — 12 декабря 1920),
- Берсенев (Берсень) (18 апреля — 8 августа 1920),
- Соловьёв (8 августа — 13 сентября 1920),
- Г. Т. Таран (18 декабря 1920 — 26 апреля 1921).

## Подчинение
- 12-й армии (июнь — июль 1919),
- 14-й армии (август 1919 — январь 1920),
- 13-й армии (январь — октябрь 1920),
- 2-й Конной армии (в оперативном подчинении, октябрь 1920),
- 4-й армии (ноябрь 1920 — март 1921),
- Харьковского военного округа (с апреля 1921 года).